# Ptolemajci
Ptolemajska rodbina (starogrško starogrško Πτολεμαῖοι, Ptolemaioi, slovensko Ptolemajci), včasih omenjeni tudi kot Lagidi (starogrško starogrško Λαγίδαι, Lagidai, po Lagu, Očetu Ptolemaja I.) so bili makedonska  grška vladarska rodbina, ki je  vladala v helenističnem obdobju Starega Egipta. Njihova vladavina je trajala 275 let od leta 305 do rimske okupacije Egipta leta 30 pr. n. št.
Ptolemaj I. je bil eden od sedmih telesnih stražarjev, general in odposlanec  Aleksandra Velikega. Po Aleksandrovi smrti leta 323 pr. n. št. je bil imenovan za satrapa Egipta. Leta 305 pr. n. št. se je razglasil za kralja Egipta in bil kasneje znan kot Ptolemaj I. Soter - Odrešenik. Egipčani so Ptolemajce hitro sprejeli za naslednike faraonov neodvisnega Egipta. 
Vsi moški vladarji rodbine so se imenovali Ptolemaj.  Vse vladarice, med njimi so bile nekatere sestre svojih mož, so se običajno imenovale Kleopatra, Arsinoja ali Berenika. Najslavnejša in zadnja je bila Kleopatra VII., znana po svoji vlogi v političnih borbah med Julijem Cezarjem in Pompejem in kasneje med Avgustom in Markom Antonijem. Njen domnevni samomor je pomenil konec ptolemajske vladavine v Egiptu.

## Vladarji in njihove soproge
Številke v oklepajih pomenijo leta  njihovega vladanja. Pogosto so vladali skupaj s svojimi soprogami, ki so bile pogosto tudi njihove sestre. Več kraljic je vladalo samostojno. Najslavnejša je bila Kleopatra VII. (51-30 pr. n. št.), ki je vladala s svojima bratoma in sinom. Za številčenje vladarjev iz poznega obdobja  obstaja več sistemov številčenja. V nadaljevanju se uporabljajo številke, ki jih najpogosteje uporabljajo sodobni znanstveniki.
- Ptolemaj I. Soter  (303–282 pr. n. št.),[6] poročen s Tais, Artakamo, Evridiko in nazadnje z Bereniko I.
- Ptolemaj  II. Filadelf  (285–246 pr. n. št.),[7] poročen z Arsinojo  in zatem z Arsinojo II. Vladal skupaj s Ptolemajem Epigonom   (267–259 pr. n. št.).
- Ptolemaj III. Everget  (246–221 pr. n. št.), poročen z  Bereniko II.
- Ptolemaj IV. Filopator (221–203 pr. n. št.), poročen z Arsinojo  III.
- Ptolemaj V. Epifan (203–181 pr. n. št.), poročen s Kleopatro I.
- Ptolemaj VI. Filometor (181–164 pr. n. št., 163–145 pr. n. št.), poročen s Kleopatro II., vladal malo časa leta 152 pr. n. št. skupaj s Ptolemajem Evpatorjem.
- Ptolemaj VII.  Neo Filopator  (nikoli vladal).
- Ptolemaj VIII. Everget (170–163 pr. n. št., 145–116 pr. n. št.), poročen s Kleopatro II., nato s Kleopatro III. V letih  131-127 pr. n. št. začasno izgnan iz Aleksandrije. Po spravi se je leta 124 pr. n. št. vrnil.
- Kleopatra II. (131–127 pr. n. št.) v opoziciji s Ptolemajem VIII. Fiskonom.
- Kleopatra III. (116–101 pr. n. št.), vladla skupaj s Ptolemajem IX. Latirom  (116–107 pr. n. št.) in Ptolemajem  X. Aleksandrom  (107–101 pr. n. št.).
- Ptolemaj IX. Latir (116–107 pr. n. št., 88–81 pr. n. št. kot Soter II.), poročen s Kleopatro IV. in nato s Kleopatro Seleno. Med prvim vladanjem vladal skupaj s Kleopatro III.
- Ptolemaj X. Aleksander (107–88 pr. n. št.), poročen s Kleopatro Seleno in nato z Bereniko III. Do leta 101 pr. n. št. vladal skupaj s Kleopatro III.
- Berenika III. (81–80 pr. n. št.).
- Ptolemaj XI. Aleksander  (80 pr. n. št.), poročen in do njenega umora vladal skupaj z Bereniko III. Po njenem umoru je 19 dni vladal samostojno.
- Ptolemaj XII. Neo Dioniz  (80–58 pr. n. št., 55–51 pr. n. št.), poročen s Kleopatro V.
- Kleopatra V.  (58–57 pr. n. št.), vladala skupaj z Bereniko IV.   (58–55 pr. n. št.) in Kleopatro VI. (58 pr. n. št.).
- Kleopatra VII. (51–30 pr. n. št.), vladala skupaj s Ptolemajem XIII. Teosom Filopatorjem  (51–47 pr. n. št.), Ptolemajem  XIV. (47–44 BC) in  Ptolemajem XV. Cezarionom (44–30 pr. n. št.).
- Arsinoja IV. (48–47 pr. n. št.) v opoziciji s Kleopatro VII.

## Drugi člani Ptolemajske rodbine
- Ptolemaj Keraun, umrl 279 pr. n. št., najstarejši sin Ptolemaja I. Soterja, kralj Makedonije.
- Ptolemaj  Apion, umrl 96 pr. n. št., sin Ptolemaja VIII. Fiskona, kralj Cirenajke. Cirenajko je v oporoki zapustil Rimski republiki.
- Ptolemaj Filadelf, rojen 36 pr. n. št., sin Marka Antonija in Kleopatre VIII.
- Ptolemaj Mavretanski, umrl 40 pr. n. št., sin kralja Nube II. Numidijskega in Mavretanskega in Kleopatre Selene II., hčerke Kleopatre VII. in Marka Antonija. Kralj  Mavretanije.

## Medicinska analiza
Primarni viri opisujejo številne člane Ptolemajske rodbine kot izjemno debele, na kipih in kovancih pa imajo izbuljene oči in otečene vratove. Slednja simptoma  bi lahko bila posledice Basedowove bolezni, ki je malo verjetna posledica  patološke debelosti.
Družinske značilnosti kažejo, da so njeni člani  verjetno trpeli zaradi več organskih fibrotičnih bolezni, kot sta Erdheim-Chesterjeva bolezen ali družinska multifokalna fibroskleroza, v katerih  so se kot posledica morda pojavili vnetje ščitnice,  debelost in očesna proptoza.

## Galerija
- Ptolemaj II.
- Ptolemaj III.
- Ptolemaj  IV.
- Ptolemaj V.
- Ptolemaj VI.
- Kleopatra II.  (desno)
- Ptolemaj VIII.
- Ptolemaj  IX.
- Ptolemaj  X.
- Ptolemaj XII.
- Ptolemaj XIII. in Izida
- Ptolemaj XIV.
- Kleopatra VII.
- Ptolemaj XV. Cezarion